# Fathi Arafat
Fathi Arafat (arabisch فتحي عرفات, DMG Fatḥī ʿArafāt; * 11. Januar 1933 in Kairo; † 1. Dezember 2004 ebenda) war ein palästinensischer Arzt und Mitbegründer des Roten Halbmondes. Fathi war der jüngste Bruder von Jassir Arafat.

## Leben
Fathi Arafat, graduierte 1957 in Medizin an der Universität Kairo, wirkte als Arzt in Ägypten, Kuwait und Jordanien. Er war Mitglied des Palästinensischen Nationalrats und Ehrenpräsident des palästinensischen Roten Halbmondes. 1968 war er Mitbegründer des Roten Halbmondes. Fathi Arafat baute für die im Nahen Osten versprengten Palästinenser ein Gesundheitswesen auf. Im Jahr 1994, nach dem Osloer Abkommen, siedelte er in den Gazastreifen über und arbeitete fortan für die neugeschaffene Palästinensische Autonomieverwaltung seines Bruders. 2001 trat er nach Auftreten einer schweren Erkrankung vom Amt als Präsident des Palästinensischen Roten Halbmonds zurück.
Fathi Arafat starb am 1. Dezember 2004 in seinem Haus in Kairo an Magenkrebs.